# Desastre de La Josefina
El desastre de la Josefina fue un desastre natural ocurrido en la madrugada del 29 de marzo de 1993 y duro hasta el 3 de mayo del mismo año, en  la confluencia de los ríos Cuenca y Jadán, que hace de límite de los cantones azuayos de Cuenca, Gualaceo y Paute. Este desastre consistió en el deslizamiento de tierra y material pétreo de gran magnitud desde el cerro Tamuga, que creó un dique represando las aguas de los ríos hasta el puente de El Descanso. Este suceso mantuvo al Ecuador en crisis (tragedia nacional) durante 33 días y de la que la comunidad internacional estuvo en expectativa. El desfogue de la aguas sucedió el 1 de mayo de 1993, La segunda parte de la tragedia fue el desfogue de las aguas taponadas debido al derrumbe del 29 de marzo, que arrasó violentamente con lo que tenía alrededor cuando las aguas regresaron a su cauce original.
El derrumbe afectó parte de las provincias de Azuay debido al deslizamiento de aproximadamente 20 millones de metros cúbicos de material rocoso proveniente del cerro Tamuga, consecuentemente los ríos Paute y Jadán se vieron taponados, creando una represa progresiva de volumen de agua de aproximadamente 200 millones de metros cúbicos.
La inundación cambió la historia y la geografía del paisaje y produjo traumas físicos y psicológicos en los habitantes de la región: familias mutiladas, desesperación por la pérdida de bienes, incertidumbre sobre el futuro, aislamiento de pueblos desconectados por la destrucción de los carreteros, provocaron dramas nunca sospechados.

## Antecedentes
La zona de la Josefina fue examinada dos años antes de la tragedia, por dos funcionarios del Instituto Nacional de Minas, los técnicos Rosendo Tusa y Jaime Ampuero quienes reportaron el informe de la zona, el cual notificará de los riesgos por la explotación de materiales en La Josefina. 
Cuando se habla de la actividad turística, el Cantón Gualaceo, el Cantón Paute, el Cantón Chordeleg y el Cantón Sigsig se destacan como los mejores centros artesanales de la zona. Entre los centros de desarrollo se destacan Cuenca-Azogues, El Descanso-Paute y El Descanso-Gualaceo.
En la década de los noventa, se habían dando varias concesiones mineras a compañías mineras extranjeras para la extracción de pétreos en esta zona. Además, esta zona estaba caracterizada por poseer varias fallas geológicas. Estas actividades mineras, las fallas geológicas encontradas y las fuertes lluvias de la época fueron las causas que llevaron a que el Cerro Tamuga y las zonas aledañas fuesen inestables, causando un micro sismo, y de esta manera el Desastre de la Josefina, acontecido el 29 de marzo de 1993.

## Cronología del desastre

### Lunes 29 de marzo
Aproximadamente a las 21H00 del lunes 29 de marzo de 1993, se produce un gigantesco deslave del cerro Tamuga, ubicado en el sector de la Josefina, cantón Paute. Se desprenden alrededor de 20 millones de metros cúbicos de tierra, ocasionando el estancamiento de los ríos Jadán y Cuenca. Esto generó una traba para el paso de más de 190 millones de metros cúbicos de agua, inundando viviendas, tierras para la agricultura, parte de la carretera Panamericana y la vía férrea. El resultado de esto fue la muerte y desaparición de alrededor de 150 personas y un saldo de 7000 afectados.

### Lunes 5 de abril
Mientras seguía ascendiendo el nivel del agua, comenzaron los trabajos en la Josefina. El Cuerpo de Ingenieros del Ejército estaba a cargo de la creación de un canal que sirviera como desfogue para el agua que se había acumulado.

### 8, 9 y 10 de abril
Aumenta significativamente el nivel de los lagos formados por el estancamiento debido a las fuertes lluvias, obligando a modificar el trabajo que se tenía planeado.

### Jueves 15 de abril
Terminan los trabajos del canal de la Josefina. La maquinaria tuvo que salir del lugar por la inestabilidad del terreno.

### Viernes 30 de abril
Existió un importante aumento del caudal, lo cual empieza a romper el dique formado por la tierra desprendida del cerro Tamuga. Sin embargo, no sería hasta el sábado 1 de mayo que se desfogaría toda el agua acumulada en el dique.

### Sábado 1 de mayo
La evacuación final de aproximadamente 170 millones de metros cúbicos de agua, significó el desfogue final del agua acumulada del río Cuenca. La ruptura final del dique formado por el material desprendido del cerro Tamuga, generó caudales de hasta 10.000 m³ de agua por segundo. Casi la mitad del Cantón Paute quedó recubierto por agua, sin embargo, la ciudadela Don Bosco fue la más afectada, quedando cubierta de lodo casi en su totalidad. Esta ciudadela, que antes del desastre era conocida como “Paute Viejo”, luego de su reconstrucción es conocida como “Paute Nuevo”.

## Deslizamiento del 29 de marzo de 1993
De acuerdo con varios testigos, alrededor de las nueve de la noche del 29 de marzo de 1993 se escuchó en el cantón Paute una gran explosión a la que le siguió un corte de luz en el mismo cantón, debido a un deslizamiento de alrededor de 50 millones de metros cúbicos de tierra y material pétreo creó un dique, de dimensiones de aproximadamente 400 metros de largo, 800 metros de ancho y 200 metros de altura, en una zona en la cual se unía el cauce varios ríos, tanto como de la Provincia del Azuay como de la Provincia de Cañar. Los ríos Jadán y Cuenca quedaron represados a forma de lago en esta zona, al igual que otros dos ríos provenientes de Azogues y varias quebradas que aumentaron su cauce debido a las lluvias de invierno. Bajo las rocas, muchas personas quedaron enterradas, y muchas más perdieron sus hogares y otros bienes, como ganado, plantaciones y demás.
Con el paso de los días y el alarmante aumento de las lluvias, el taponamiento de los ríos causó la inundación de varios cantones de las Provincias de Cañar y de Azuay, bloqueando vías, zonas agrícolas, residenciales y comerciales, expandiéndose rápidamente hacia el cantón Cuenca, llegando a inundar la zona de Chaullabamba, ubicada a la entrada del cantón Cuenca y la zona de Charasol, en Azogues, de igual forma cantones importantes como Gualaceo y Paute se vieron sumamente afectados. Esta inundación causó pérdidas de miles de millones de dólares y movilizó a varias decenas de bomberos y rescatistas, quienes tuvieron que adquirir lanchas para poder realizar actividades de ayuda y rescate.
La emergencia se volvió tan grave que el Presidente Sixto Durán Ballén movilizó su oficina a la ciudad de Cuenca para poder tratar personalmente esta tragedia, al igual que se conformó un comité de crisis encabezado por el Presidente y varios ingenieros. 
Alrededor de 150 millones de metros cúbicos de agua se encontraban taponados en la zona, creando una gigantesca laguna que seguía creciendo de manera incontrolable y que provocó la evacuación de cientos de personas a refugios improvisados.
La inundación cambió la historia y la geografía del paisaje y produjo traumas físicos y psicológicos en los habitantes de la región: familias mutiladas, desesperación por la pérdida de bienes, incertidumbre sobre el futuro, aislamiento de pueblos desconectados por la destrucción de los carreteros, provocaron dramas nunca sospechados.

## El  desfogue de las aguas
Al cabo de un mes de ocurrida la tragedia, a principios de mayo de 1993, los técnicos e ingenieros en el comité de crisis resolvieron desfogar el agua al hacer una brecha con varias excavadoras para que pudiera salir el agua poco a poco. A primera vista, esta solución pareció surtir efecto, puesto que el agua volvió hacia el cauce seco en el que antes corría, sin embargo, las torrenciales lluvias continuaron y esta solución se convirtió en lenta, costosa e inefectiva. La desesperación tanto del comité de crisis como de los damnificados ubicados en los refugios exigían que las aguas se desfoguen de manera inmediata, por lo que el 1 de mayo de 1993, se lanzaron varios misiles de corto alcance para debilitar al dique y por lo tanto, desfogar las aguas.
La liberación del agua taponada en el dique fue violenta, y arrasó con todo a su paso, llevándose parte de la carretera, casas, locales comerciales y parte de las laderas por donde pasó el caudal de agua. Las aguas liberadas llegaron incluso a afectar varias parroquias del cantón Santiago de Méndez en la Provincia de Morona Santiago., ubicado a unos 120 kilómetros de la zona afectada. 
Hasta ahora se ha hecho imposible estimar las pérdidas materiales y las vidas humanas que se perdieron en la tragedia, puesto que el violento desfogue de las aguas sin dudad fue una catástrofe más grande que su predecesor deslizamiento y la formación del dique. De igual modo, existieron muchos deslizamientos de tierra, las aguas se llevaron carreteras, bienes inmuebles, animales de ganado, cultivos e inundaron zonas las cuales antes eran habitables.

## Medidas tomadas por las autoridades tras la catástrofe
La primera medida que tomó el gobierno para dar soluciones a la catástrofe vivida por el pueblo pauteño, y en sí el pueblo azuayo, fue de buscar ayuda internacional. El jefe de Estado, en ese tiempo Sixto Durán-Ballén junto con el alcalde de Paute el señor César Aray gestionaron varias reuniones que intentaban dar claras soluciones al problema de la Josefina, en dichas reuniones se encontraban diversos voceros tanto nacionales como internacionales, que de una forma u otra afianzaron amistades que iban en pro del desarrollo de Paute tras haber vivido dicha catástrofe, entre ellos se encontraban: el Presidente, el Vicepresidente, Defensa Civil, Ministerio de Relaciones Exteriores, Gobernación del Azuay, el GAD Municipal de Paute y La Comunidad Internacional, la cual se encontraba retrasada en información acerca del suceso de la Josefina, sin embargo en el momento que ya contaban con el suficiente conocimiento acerca del derrumbe llegaron distribuidas en varias índoles, empezando desde la científica con especialistas en geología, hidráulica, geotécnica, mecánica de suelos, presas, y otros. 
Los científicos de la Comunidad Internacional primeramente arribaron a Cuenca y luego se trasladaron a la zona del deslave en donde apoyaron a la comunidad con los pertinentes estudios y resoluciones sobre el manejo del deslizamiento, todo esto junto con profesionales ecuatorianos. Lamentablemente, gran parte de estas responsabilidades quedaron a cargo de técnicos nacionales, cuyos estudios no fueron reconocidos por la comunidad nacional. Debido a esto, en días siguientes se comunicó en medios informativos nacionales que se contaría con la presencia de técnicos norteamericanos, de los cuales se tenía en cuenta su gran capacidad y conocimiento en resolución del deslizamiento de la Josefina. 
Al momento que llegó la asistencia norteamericana se vio una pronta mejora de la situación tras el desastre ya que ellos brindaron generadores de alta potencia destinados para el trabajo de excavación del canal, cabe mencionar que dichos técnicos laboraban incluso en horas de la noche. Por otro lado también se pudo contar con la donación de cinco Puentes Bailey, los cuales fueron instalados en zonas aledañas al desastre tales como Chicti, Uzhupud, Rengle, Chichicay y Sigsig, dichos puentes cumplían el objetivo de dar una rehabilitación de la red vial.    
De igual forma tras el llamado de ayuda por parte del presidente de Ecuador y el alcalde de Paute, varios gobiernos y agencias internacionales pudieron sumarse a la causa donando carpas, materiales para viviendas temporales, tanques para agua, duchas, letrinas para los campamentos y albergues; todo esto fue destinado únicamente para las familias que lo habían perdido todo por causa del deslave. Cabe mencionar que los campamentos y albergues fueron utilizados por varios meses, en cambio las viviendas temporales por más de dos años. Con respecto a la alimentación se adquirieron productos cultivados de la zona, para ser específicos, de Cantones aledaños como Guachapala y Gualaceo, los cuales fueron adquiridos por los fondos de la ayuda organizada por parte del Alcalde de Paute el señor Cesar Aray. Por otro lado no se  registraron donaciones de alimentos enlatados, extraños a la cultura de la región. Lo que sí hubo fue la donación de vestimenta útil para la situación. Las donaciones externas en dinero fueron registradas en fuentes oficiales con cantidades que sobrepasaron los US 10.000, ya que solamente la Dirección Nacional de Defensa Civil informó que registró ingresos cercanos a los 620 millones de sucres de donaciones externas.
A raíz del desastre ocurrido en la Josefina se pudo evidenciar un manejo político por parte de las autoridades pertinentes, primeramente porque se puso gran interés en una de las provincias australes del Ecuador, como lo es Azuay, en donde en seguida la mayoría de los medios de comunicación nacionales enviaron e informaron por medio de sus reporteros la catástrofe que se había suscitado en el Cantón Paute, dicha información fue utilizada para realizar un argot periodístico. 
Cuarenta y ocho horas después del desastre, se comunicó a la comunidad pauteña de que una delegación nacional estaba abordando sus tierras para ofrecer ayuda, como también inspeccionar la zona del desastre. Dicha delegación supo informar al expresidente, Sixto Durán Ballén, que es de suma importancia su presencia tanto como jefe de Estado y técnico a la vez ya que con esto el presidente podría mantener su imagen en alza hacia los pauteños y demás pueblo ecuatoriano. Esto lo realizó trasladándose a Cuenca, en la Jefatura del Comando Militar, en donde junto con sus asesores pudo dirigir el operativo de emergencia. Durante todo el tiempo que se quedó, Sixto Durán-Ballén pudo realizar diversas actividades para tomar acciones ágiles a favor de los damnificados tales como trasladarlos a albergues en Cuenca. De igual forma sistematizó las posibles soluciones al problema del represamiento, esto lo hizo junto con técnicos nacionales como también internacionales, además movilizó a sus ministros y altos funcionarios del gobierno a la zona del desastre, incluso les ordenó que realicen actividades que vayan en pro del desarrollo de la zona afectada, tales como obras públicas, salud, vivienda, entre otras, lo que de una forma u otra intensificó la labor de las instituciones nacionales y oficinas seccionales.

## La organización tras el desastre
La madrugada del 29 de marzo de 1993, mientras la gran mayoría de pauteños dormían plácidamente en el hogar junto a sus familiares, se escuchó un enorme estruendo que alertó de manera inmediata a toda una población, se había derrumbado la Josefina. A esas horas una ambulancia recorría gran parte del territorio pauteño perifoneando que se había suscitado un desastre y por ende tenían que evacuar la zona, varias familias aún con la incertidumbre salieron de sus hogares sin percatarse de la gravedad de lo sucedido. El pueblo pauteño se encontraba sin luz, es así que las personas salieron con velas, faroles y linternas a descubrir el gran caos de la Josefina, perpetuos fueron protagonistas del gran desastre, árboles caídos, viviendas cubiertas por el agua, animales muertos en las acequias de la comunidad. En el momento que amaneció, todo el pueblo pauteño ya se había enterado del desastre, el gran impacto dejó sin aliento a más de uno al ver sus viviendas bajo el agua. Cabe mencionar que gran parte del pueblo pauteño desconocía quien era su propio vecino, solo al momento en el que se encontraban en los albergues y campamentos supieron de la existencia de cada una de estas personas. Es algo admirable alegar que en dicho campamento o albergue los vecinos se empezaron a conocer y por ende a restaurar la identidad pauteña que se había perdido, ya que solamente un pueblo unido iba a salir adelante.
El desarrollo en Paute era lento, pero poco a poco surgió una muy notable organización entre sus pobladores encabezando el antiguo párroco de Paute, el Padre Hernán Rodas. Primero, hizo un llamado a toda la comunidad a una reunión en la iglesia, en donde se trataron diversos temas de importancia para el progreso en la reconstrucción de las zonas damnificadas y llamó a la gente para que ayuden al prójimo, además, formó brigadas de atención dirigidas a las personas más vulnerables, de esta forma pobladores de diferentes barrios de Paute asumían tareas, tales como limpieza de las calles o construcción de viviendas. El Padre Hernán también capacitó a varios pauteños en la fabricación de hierro forjado, el cual era utilizado para la construcción de más albergues. Al fin Paute tenía otra cara, en las tardes no era común ver ciudadanos en el centro de Paute, sino verlos en los cerros ayudando para que su tierra salga adelante. 
De esta forma se puede decir que gracias al Padre Hernán Rodas se pudo dar una sustentable organización entre todos los habitantes de Paute, en donde todos trabajaban pensando en el bien común, ya que tras la creación de un problema nace la unión de un pueblo. Cabe mencionar que a partir de esta organización nacieron nuevas, como por ejemplo La Red de mujeres, que iba encaminada a ayudar a los más necesitados, de igual forma La cooperativa de ahorro y crédito Jardín Azuayo, que se centró en la idea de que los recursos de Paute deben quedarse para los ciudadanos pauteños, de esta forma se podría dar una alza en la economía de esta población. Para los pauteños el desastre de la Josefina no es vista como un problema, sino como una forma de superación y unión de un pueblo.

## Inspiración literaria como documentación histórica
La novela histórica "Temporada de Escarabajos" escrita por Cesar Aray, relata las más increíbles y desconocidas experiencias durante el deslave de la Josefina, cantón Paute en el año 1993. El libro narra impactantes anécdotas como el nacimiento de un bebe en los albergues temporales y la casa flotante de Walter Suarez. La obra literaria fue publicada y socializada el 2 de mayo del 2010 en el municipio de Paute.

## La casa flotante
La Casa Flotante es la denominación que recibió la pequeña villa que flotó, casi intacta, sobre la inundación durante el desastre de la Josefina. La vivienda era una pequeña villa de madera tallada a mano que funcionaba como una casa de descanso y de vacaciones. La vivienda pertenecía a Walter Suárez, a quien le había tomado cuatro años la construcción de la casa de madera. En aquel entonces, Walter vivía en la ciudad de Cuenca, y al recibir una llamada que le hacía saber sobre el deslave del cerro Tamuga, viajó a Paute para revisar la situación general, y pensar como podía salvar su pequeña vivienda vacacional.
Al cabo de 15 días del desastre, cuando las grandes cantidades de agua empezaban a acercarse al Descanso, pensó en hacerla flotar, así que procedió a soltar todas las tuercas que tenía la base de la casa. Luego de ello, para levantarla sobre el río que se acercaba, comenzó a realizar los cálculos con tanques de aceite vacíos. Sabía que, cada tanque vacío, era capaz de levantar hasta seis tanques llenos cuando se encontraban en el agua. Calculó el peso de la casa y consiguió los barriles para levantarla, sin embargo, no tenía suficientes barriles para todo el peso de la casa, así que decidió deshacerse de la parte trasera de la casa, la cual estaba empotrada en una estructura de cemento.
Cuando el agua llegó, la casa comenzó a levantarse y a flotar. Para que no se mueva con el caudal, Suárez había atado con sogas su casa contra unos árboles de eucalipto.
Cuando bajó el nivel del agua por la inundación, la casa flotante quedó botada alrededor de tres meses, tiempo en el que los habitantes del sector habían destruido las ventanas y había ingresado para robar lo que había dentro. Cargó la casa en un tráiler y la ubicó a 200 metros del redondel del Descanso, junto a su vivienda actual. Adecuó ahí un espacio que funciona como santuario para la imagen de La Dolorosa, en medio de dos pequeños chorros de agua de una fuente natural que se recogen en una pequeña pileta. Sobre esto, luce imponente la casa flotante de Walter Suárez.